# DSV Brünn
Der Deutsche Sportverein Brünn war ein Fußballverein aus Brünn, dem heute in Tschechien gelegenen Brno.

## Geschichte
Der Deutsche SV Brünn gründete sich 1918 als Amateure Brünn. 1938 wurde der zwischenzeitlich umbenannte Klub zunächst in die NSTG Brünn eingegliedert. Später nahm die Fußballmannschaft wieder selbständig in der Spielzeit 1942/43 an der Gauliga Sudetenland sowie an der 1943 neu gegründeten Gauliga Böhmen-Mähren teil, Platzierungen und Endergebnis sind hier jedoch nur für die drei zuvorderstplatzierten Mannschaften MSV Brünn, MSV Kremsier und MSV Olmütz überliefert. Inwieweit zumindest zu Beginn der folgenden Spielzeit noch Spielbetrieb stattfand, ist unklar, der Verein ging jedoch mit dem Deutschen Reich unter.